# Uncharted: Fight for Fortune
Uncharted: Fight for Fortune (litt. « Inexploré : Battez-vous pour la fortune ») est un jeu vidéo de cartes à collectionner développé par One Loop Games en collaboration avec Bend Studio et édité par Sony Computer Entertainment sorti en téléchargement sur PlayStation Vita.

## Accueil
- Canard PC : 7/10[1]
- Destructoid : 7,5/10[2]
- Eurogamer : 6/10[3]
- IGN : 7/10[4]
- Jeuxvideo.com : 10/20[5]